# 拉孔布 (路易斯安那州)
拉孔布（英語：Lacombe）是位於美國路易斯安那州聖坦曼尼堂區的一個普查規定居民點。

## 人口
根據2020年美國人口普查的數據，拉孔布的面積為71.25平方千米，當中陸地面積為68.50平方千米，而水域面積為2.75平方千米。當地共有人口8657人，而人口密度為每平方千米121.5人。